# Uładzimir Hoszyn
Uładzimir Anatoljewicz Hoszyn (biał. Уладзімір Анатольевіч Гошын, ros. Владимир Анатольевич Гошин, Władimir Anatoljewicz Goszyn; ur. 31 sierpnia 1961 w Dżurun) – białoruski specjalista w zakresie ceł i dyplomata, w latach 2011–2012 ambasador Białorusi w Indiach, w latach 2016–2022 roku ambasador w Wietnamie i jednocześnie w Kambodży, Laosie, Mjanmie i Tajlandii.

## Życiorys
Urodził się 31 sierpnia 1961 roku w osiedlu Dżurun, w rejonie mugodżarskim obwodu aktobskiego Kazachskiej SRR, ZSRR. W 1984 roku ukończył Miński Państwowy Instytut Pedagogiczny Języków Obcych, w 1999 roku – Rosyjską Akademię Celną ze specjalnością „cła”, w 2009 roku uzyskał tytuł magistra Akademii Zarządzania przy Prezydencie Republiki Białorusi ze specjalnością „prawoznawstwo”. Posługuje się językami angielskim i francuskim.
W latach 1984–1987 pracował jako nauczyciel języka angielskiego w Szkole Średniej w Sołach w rejonie smorgońskim. W latach 1988–1992 był inspektorem urzędu celnego w Mińsku. W latach 1992–1993 pełnił funkcję inspektora, kierownika wydziału Państwowego Komitetu Celnego Białorusi. W latach 1993–1994 pracował jako specjalista Urzędu Zagranicznej Działalności Politycznej i Gospodarczej Urzędu Spraw Rady Ministrów Białorusi. W latach 1994–1997 był kierownikiem Wydziału, zastępcą szefa Mińskiego Regionalnego Urzędu Celnego. W latach 1997–1998 pełnił funkcję głównego specjalisty Państwowego Sekretariatu Rady Bezpieczeństwa Białorusi. Od 1998 roku pracował jako zastępca, a następnie od 2008 do 2011 roku – pierwszy zastępca przewodniczącego Państwowego Komitetu Celnego Białorusi.
W latach 2011–2012 pełnił funkcję ambasadora Białorusi w Indiach. W latach 2012–2016 był członkiem Kolegium (ministrem) ds. Współpracy Celnej Euroazjatyckiej Komisji Gospodarczej. Od 2016 roku był ambasadorem Białorusi w Wietnamie, a także jednocześnie w Kambodży, Laosie, Mjanmie i Tajlandii. Zwolniony z tych stanowisk 10 lutego 2022 roku.

## Życie prywatne
Uładzimir Hoszyn jest żonaty, ma dwóch synów i córkę.